# 30881 Robertstevenson
30881 Robertstevenson este o planetă minoră (asteroid) din centura de asteroizi. A fost descoperită pe 2 septembrie 1992 la Observatorul La Silla de Eric Walter Elst. 
Obiectul prezintă o orbită caracterizată de o semiaxă mare de 2,5826261 UAi, o excentricitate de 0,18, o înclinație de 1,63164 ° în raport cu ecliptica.